# Бальдур Раґнарссон
Заголовок цієї статті — це ісландське ім'я, де Бальдур — особове ім'я, а Раґнарссон — ім'я по батькові. 
Бальдур Раґнарссон (25 серпня 1930 , Reyðarfjörðurd, Королівство Ісландія  — 25 грудня 2018 ) — ісландський письменник, педагог, есперантист.

## Життя
Бальдур Раґнарссон жив у Рейк'явіку. За професією був учителем і керівником школи. Був членом Асоціації ісландських письменників.

## Есперанто
Раґнарссон вивчив есперанто 1949 року, бувши старшокласником, і брав активну участь в есперантистському русі (на національному та міжнародному рівнях) з 1952 року.
Бальдур багато років був президентом Ісландської асоціації есперанто. Він головував на Змаганнях з вишуканих мистецтв УЕО з 1975 до 1985, був місцевим президентом Усесвітнього конгресу есперантистів 1977 року в Рейк'явіку і віцепрезидентом УЕО культури та освіти з 1980 до 1986. Пізніше він став почесним членом УЕО.
Член Академії есперанто з 1979 р; редактор журналу Norda Prismo з 1958 до 1974 рр. 1964 р. отримав нагороду «Arĝentan spronon de KOKO» за оригінальний твір.
2007 року Асоціація письменників есперанто обрала його кандидатом на Нобелівську премію з літератури після смерті Вільяма Олда.

## Праці
Балдур написав ісландською мовою книги віршів та спеціальні книги з ісландської мови. На есперанто він написав дві відомі збірки поезій «Ŝtupoj sen Nomo» та «Esploroj».
2007 року в Edistudio він опублікував свою роботу La lingvo serena: вона містила дві збірки віршів, повне зібрання поезій та есеїв з мовної та літературної тематики.

### Вірші
- Ŝtupoj sen Nomo 1959
- Esploroj 1974
- La Lingvo Serena 2007
- La Neceso Akceptebla 2008
- La Fontoj Nevideblaj 2010
- Laŭ Neplanitaj Padoj 2013
- Momentoj kaj Meditoj 2016

### Переклади з ісландської

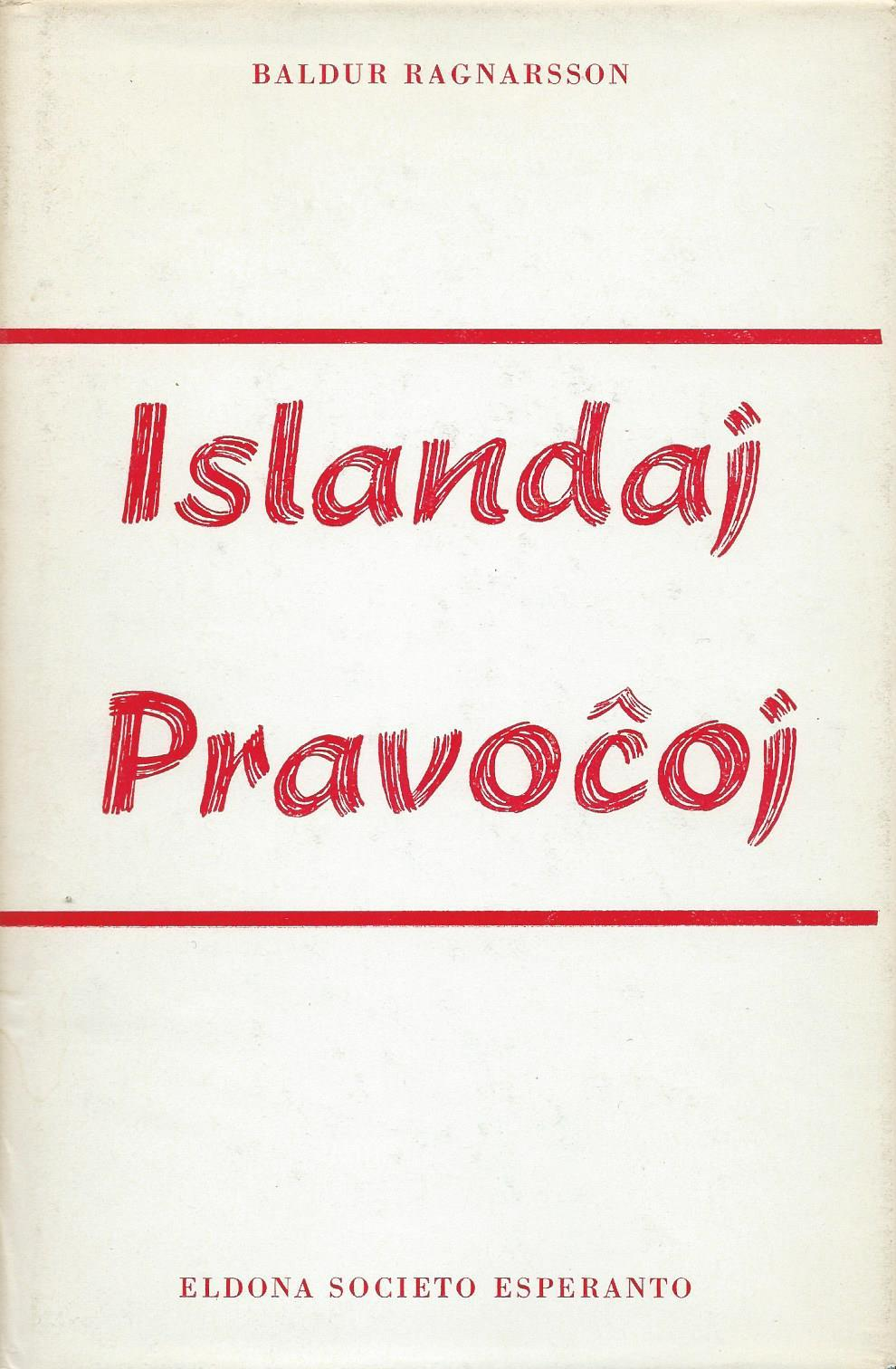
Ісландські голоси

- Sub Stelo Rigida (Переклад двох збірок віршів під однією назвою ісландського поета Торстейна фра Хамрі) 1963
- Islandaj Pravoĉoj (Переклад трьох оповідань та одного вірша з давньоісландської літератури) 1964 рік
- Sagao de Njal (переклад найбільшої зі стародавніх ісландських саг), з'явилася у Фламандській есперанто-лізі в Антверпені в серії «Естафета» в 2003 році ISBN 90-77066-07-1[2]
- Sendependaj Homoj (Переклад роману Гальдора Лакснесса про ісландських селян на початку 20 століття) 2007
- Edda (Основне джерело античної міфології північних народів, переклад твору Сноррі Стурлусона) 2008
- Vundebla Loko (переклад віршів відзначеного нагородами ісландського письменника ðердура Крістного) 2009
- Sagao de la Volsungoj — kaj ghiaj fontoj (Переклад найвідоміших з так званих стародавніх саг, які розповідають про допівнічних (германських) міфологічних героїв) 2011
- Sagao de Egil (Переклад одного з 40 тн Сага про ісландців) 2011

Крім того, десятки перекладів у різних журналах, останнім часом переважно в журналі La tradukisto [Архівовано 4 березня 2016 у Wayback Machine.].

### Есеї
- - La Sagaoj kaj Zamenhof: stabiligaj faktoroj 1982
  - La Poezia Arto (Kvin prelegoj faritaj en la kadro de la 26-a Kultura Semajnfino de SEL) 1988
  - Studado de alia lingvo 1982
  - La proza poemo: la ĝenro, ĝiaj latentoj kaj aplikoj 1987
  - Cent jaroj de poezio en Esperanto. Memorlibro pri la internacia jubilea Esperanto-konferenco. Cent jaroj de Esperanto-kulturo. 1989
  - Tradukante la antikvan islandan literaturon en Esperanto Menade bal püki bal. Festlibro por Reinhard Haupenthal. 1998
  - La poezio de la skaldoj Festlibro por André Albault.
  - La fono kaj la fronto: kelkaj konsideroj pri semiotikaj aspektoj de la Esperanta poezio Lingva arto, jubileta libro omaĝe al William Auld kaj Marjorie Boulton 1999, 217 pp. ISBN 92-9017-064-6
  - La poemoj de Armand Su 1993
  - Kombino de poeta virtuozeco kaj ties instrumento Ĉefartikolo pri Poemo de Utnoa de Abel Montagut. 1994
  - La lingvo serena 2007
  - Verki poezion en Esperanto IKU 2008
  - Esperanto kiel anti-lingvo Universidad de La Laguna, Salamanca, 3,266 pp., 1986 ISBN 84-600-4290-1

### Інші
Kontribuis al Beletra Almanako BA1, BA2, BA3, BA5, BA6, BA10, BA11, BA12, BA13, BA14, BA17. Vidu ankaŭ : Metodiko en la Praktiko.